# Gymnothorax fuscomaculatus
Gymnothorax fuscomaculatus és una espècie de peix de la família dels murènids i de l'ordre dels anguil·liformes.

## Morfologia
Els mascles poden assolir els 20 cm de longitud total.

## Distribució geogràfica
Es troba des de l'Àfrica oriental fins a les Tuamotu i Fidji.